# A Girl, a Guy and a Gob
A Girl, a Guy and a Gob (bra Ele, Ela e Eu) é um filme norte-americano de 1941, do gênero comédia romântica, dirigido por Richard Wallace e produzido por Harold Lloyd.

## Elenco
- George Murphy ... Claudius J. 'Coffee Cup' Cup
- Lucille Ball ... Dorothy 'Dot' / 'Spindle' Duncan
- Edmond O'Brien ... Stephen Herrick
- Henry Travers ... Abel Martin
- Franklin Pangborn
- George Cleveland ... Pokey 'Pop' Duncan
- Kathleen Howard ... Jawme Duncan
- Marguerite Chapman ... Cecilia Grange
- Lloyd Corrigan
- Frank McGlynn Sr. ... 'Panky' Pankington
- Doodles Weaver ... Eddie

## Recepção
De acordo com registros da RKO, o filme obteve um lucro de US$ 49.000.